# Lara Sienczak
Lara Sienczak (* 20. August 1993 in Wuppertal als Lara Denise Sienczak) ist eine deutsche Schauspielerin und Nestroy-Preisträgerin.

## Leben
Lara Sienczak wuchs in Cronenberg (Wuppertal) auf. Sie spielte einige Rollen am Theater in Cronenberg (TIC). Sie studierte zunächst zwei Semester Medien- und Kulturwissenschaft in Düsseldorf und war nebenbei am TiC-Theater Wuppertal und an den Wuppertaler Bühnen tätig.
Von 2015 bis 2020 studierte sie Schauspiel an der Musik und Kunst Privatuniversität der Stadt Wien und spielte im Rahmen ihres Studiums im Dschungel Wien in Metamorphosen unter der Regie von Philipp Hauß. Aufgrund der im November und Dezember 2021 ausgehängten Massenquarantäne konnte ihr neues Musical One Way  nur zwei Mal aufgeführt werden.
2021 spielte sie in der Miniserie Eldorado KaDeWe – Jetzt ist unsere Zeit in der ARD die Rolle Katz. 2018 gewann sie den Nestroy-Theaterpreis in der Kategorie Bester Nachwuchs weiblich.

## Rollen (Auswahl)
- 2014: Mäuschen in Der gestiefelte Kater von Peter Raffalt, Wuppertaler Bühnen
- 2017: Diverse Rollen in Metamorphosen, Regie: Philipp Hauß, Dschungel Wien
- 2018: Sophie Scholl in Die weiße Rose von Petra Wüllenweber, Theater der Jugend Wien
- 2019: Sibylle Berg in Menschen mit Problemen Teile I bis III, Schauspielhaus Graz[6]
- 2020: Peter Turrini und Rudi Palla in DIE ARBEITERSAGA – TEIL I (FOLGE 1 & 2)
- 2021: Michael Scheidl in One Way/Ein Trip im Train mit Musik, Theater Nestroyhof Hamakom[7]

## Filmografie
- 2021: Eldorado KaDeWe – Jetzt ist unsere Zeit